# 106th Rescue Wing

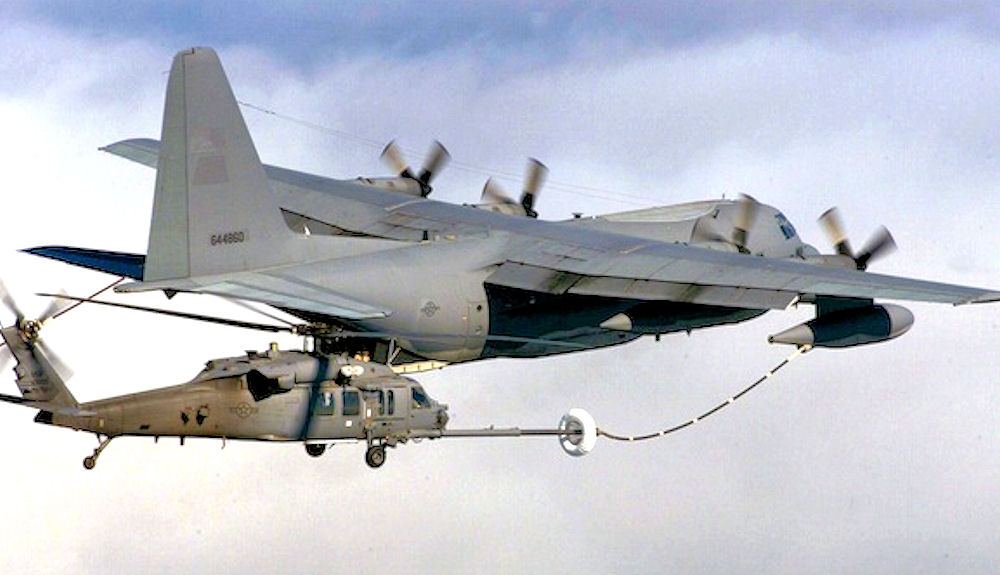
HH-60G e HC-130P dello Stormo

Il 106th Rescue Wing è uno stormo da ricerca e soccorso della New York Air National Guard. Il suo quartier generale è situato presso la Francis S. Gabreski Air National Guard Base, nello stato di New York.

## Organizzazione
Attualmente, al settembre 2017, lo stormo controlla:
- 106th Operations Group, codice visivo di coda LI
  -  101st Rescue Squadron - Equipaggiato con HH-60G
  -  102nd Rescue Squadron - Equipaggiato con 3 HC-130P
  -  103rd Rescue Squadron - Aerosoccorritori Guardian Angels
  - 106th Operations Support Flight
- 106th Mission Support Group
  - 106th Civil Engineer Squadron
  - 106th Force Support Squadron
  - 106th Logistics Readiness Squadron
  - 106th Security Forces Squadron
  - 106th Communications Flight
  - 106th Services Flight
- 106th Maintenance Group
  - 106th Aircraft Maintenance Squadron
  - 106th Maintenance Squadron
  - 106th Maintenance Operations Flight
- 106th Medical Group
- 106th Comptroller Flight